# 李權哲 (中國大陸歌手)
李权哲（韓語：이권철，2001年1月22日—），朝鲜族，辽宁沈阳人，中国大陆男歌手，乐华娱乐旗下男子組合NEXT、《亞洲超星團》偶像团体LOONG9队长。
2018年1月，參加爱奇艺選秀《偶像练习生》，止步于35强，最終排名第23名。2018年6月21日，以NEXT成员身份出道。2023年11月25日以练习生身份参加《亞洲超星團》，終在2024年3月9日以第2名成团，现为偶像男团LOONG9的队长。

## 演艺经历
2018年1月，以练习生身份参加爱奇艺综艺节目《偶像練習生》。在35进20的比赛中，以958,889票獲得第23名，止步于35强。
2018年2月，和張藝興及其他偶像練習生的學員參加湖南衛視的快樂大本營。
2018年中，芒果TV真人秀节目《勇敢的世界》。9月22日，出席“企鹅跑，聚好玩”压轴派对。
2019年1月，担任《声入人心》年度盛典评委。3月底，參加芒果TV真人秀节目《少年可期》（NEXT团综）。
2020年1月22日，发表生日单曲《我要我们在一起》。
2022年9月28日，发布首张个人专辑《5/N》。
2023年11月25日以练习生身份参加《亞洲超星團》，最終在2024年3月9日以第2名成团，现成为偶像团LOONG9的成员。

## 综艺节目

### 常驻综艺
| 播出年份 | 播出日期                    | 播出平臺        | 節目名稱                  | 集数 | 備註                                                     |
| 2018     | 1月19日－4月6日             | 爱奇艺          | 《偶像練習生》            | 12   | 偶像男团竞演养成类真人秀                                 |
| 2018     | 12月31日-2月25日            | 微博            | 《明天我們不在家》        | 8    |                                                          |
| 2019     | 12月31日-2月25日            | 微博            | 《明天我們不在家》        | 8    | NEXT小型团综                                             |
| 2019     | 4月6日-6月29日              | 芒果TV          | 《少年可期》              | 13   | 师徒关系探索体验类真人秀                                 |
| 2021     | 4月3日-6月5日               | 百视TV/东方卫视 | 《金曲青春》              | 10   | 团体竞演真人秀                                           |
| 2021     | 5月29日-7月27日（录制时间） | 爱奇艺          | 《我们的名字/发光的名字》 | 未知 | 乐华娱乐公司内部真人秀，录制完成，但因政策原因，至今未播 |
| 2023     | 11月25日-3月9日             | TVB/优酷国际版  | 《亚洲超星团》            | 14   | 偶像选秀节目                                             |

## 音樂作品

### 单曲
| 发布时间       | 专辑名称           | 曲目名称            | 备注                                           |
| -------------- | ------------------ | ------------------- | ---------------------------------------------- |
| 2018年12月7日  | 《NEXT TO YOU》    | 《Fly To The Moon》 | 团体专辑中的个人单曲                           |
| 2019年11月26日 | 《NEXT BEGINS》    | 《Fly High》        | 团体专辑中的个人单曲                           |
| 2020年1月22日  | 《我要我們在一起》 | 《我要我們在一起》  | 生日单曲                                       |
| 2022年8月13日  | 《伪浪漫》         | 《伪浪漫》          | 合作单曲                                       |
| 2022年9月28日  | 《5/N》            | 《此刻》            | 个人专辑《5/N》收录曲                          |
| 2022年9月28日  | 《5/N》            | 《天亮了以后》      | 个人专辑《5/N》收录曲                          |
| 2022年9月28日  | 《5/N》            | 《关于你》          | 个人专辑《5/N》收录曲                          |
| 2022年9月28日  | 《5/N》            | 《无人地带》        | 个人专辑《5/N》收录曲                          |
| 2022年9月28日  | 《5/N》            | 《喜欢的歌》        | 个人专辑《5/N》收录曲                          |
| 2024年         | 《Beautiful》      | 《Beautiful》       | 《孤单又灿烂的神-鬼怪》韩剧插曲-官方中文版重置 |
| 2024年         | 《你的降临》       | 《你的降临》        | 《晴晚之林》网剧主题曲                         |

## 演唱会\音乐节\舞台

### 组合巡演
| 年份 | 日期     | 演唱会名称                        | 地点           | 场馆                              |
| 2018 | 6月23日  | NEXT 巡回粉丝见面会               | 北京           | 北京首都体育馆                    |
| 2018 | 7月6日   | NEXT 巡回粉丝见面会               | 四川成都       | 四川省体育馆                      |
| 2018 | 7月21日  | NEXT 巡回粉丝见面会               | 上海           | 国家会展中心（上海）虹馆EH        |
| 2018 | 8月11日  | NEXT 巡回粉丝见面会               | 广东深圳       | 华润深圳湾体育中心 “春茧”体育馆   |
| 2018 | 8月18日  | NEXT 巡回粉丝见面会               | 广东广州       | 广州体育馆                        |
| 2018 | 9月8日   | NEXT 巡回粉丝见面会               | 江苏南京       | 南京奥体中心体育馆                |
| 2018 | 12月15日 | NEXT TO YOU乐华七子世界巡回演唱会 | 上海           | 上海梅赛德斯-奔驰文化中心         |
| 2018 | 12月22日 | NEXT TO YOU乐华七子世界巡回演唱会 | 天津           | 天津体育馆                        |
| 2019 | 2月24日  | NEXT TO YOU乐华七子世界巡回演唱会 | 马来西亚吉隆坡 | 宏愿礼堂 Dewan Wawasan, PGRM 大厦 |
| 2019 | 3月23日  | NEXT TO YOU乐华七子世界巡回演唱会 | 泰国曼谷       | GMM Live House                    |
| 2019 | 3月30日  | NEXT TO YOU乐华七子世界巡回演唱会 | 香港           | ASIAWORLD-EXPO HALL10             |

### 乐华娱乐家族演唱会
| 年份 | 日期    | 演唱会名称                         | 地点     | 场馆                    |
| 2019 | 6月23日 | YH-FAMILY CONCERT 十周年纪念演唱会 | 澳门     | 澳门威尼斯人 金光综艺馆 |
| 2021 | 7月17日 | 乐华12周年家族演唱会               | 江苏苏州 | 苏州奥体中心体育馆      |
| 2023 | 7月22日 | 2023乐华家族演唱会                 | 澳门     | 澳门银河综艺馆          |
| 2024 | 8月24日 | 2024乐华家族15周年演唱会           | 上海     | 上海虹口足球场          |

### 其他
| 年份 | 日期    | 名称                       | 地点     | 平台\场馆             | 曲目                                                                          | 备注             |
| 2022 | 2月6日  | 2022北京冬奥会倒计时一周年 |          |                       | 《远方的朋友来我家》                                                          |                  |
| 2022 | 10月4日 | 上海欢乐谷EV电音节         | 上海     | 上海欢乐谷            | 《天亮了以后》，《Fly High》，《月行记Fly To The Moon》，《童话》，《伪浪漫》 |                  |
| 2023 | 1月1日  | 神秘任务                   | 四川成都 | 成都华熙LIVE\QQ音乐   | 《活着的时间》，《空位》                                                      | 朱正廷演唱会嘉宾 |
| 2023 | 1月22日 | 2023东方卫视春晚           |          | 东方卫视              | 《十二生肖》                                                                  |                  |
| 2023 | 6月10日 | 星耀曲江演唱会             | 西安曲江 | 西安曲江竞技中心      | 《我要我们在一起》，《月行记Fly To The Moon》，《无人地带》                   |                  |
| 2023 | 7月14日 | 首届东江源三百山330音乐节  | 江西赣州 | 三百山国际AAAAA级景区 | 《此刻》，《喜欢的歌》，《Fly High》                                          |                  |

## 影视作品

### 网剧
| 年份 | 拍摄日期      | 播出日期 | 平台 | 剧名           | 角色 |
| 2023 | 7月17日       | 3月3日   | 抖音 | 男生寝室233    | 千辰 |
| 2023 | 4月3日-5月6日 | 未播     | 未知 | 我的朋友叫善财 | 007  |
| 2024 |               | 10月15日 | 优酷 | 晴晚之林       | 晴天 |

## 外部連結
- 李权哲的新浪微博
- 李权哲的Instagram帳戶